# La Lucha (Huimanguillo)
La Lucha es una localidad del municipio de Huimanguillo ubicado en la subregión de la Chontalpa del estado mexicano de Tabasco.

## Geografía
La localidad de La Lucha se sitúa en las coordenadas geográficas 17°43′59″N 93°28′13″O / 17.733056, -93.470278, a una elevación de 28 metros sobre el nivel del mar.

## Demografía
Según el Conteo de Población y Vivienda 2020, efectuado por el Instituto Nacional de Estadística y Geografía, la localidad de La Lucha tiene 346 habitantes, de los cuales 169 son del sexo masculino y 177 del sexo femenino. Su tasa de fecundidad es de 2.64 hijos por mujer y tiene 95 viviendas particulares habitadas.
| Gráfica de evolución demográfica de La Lucha entre 1990 y 2020 |
|                                                                |
| INEGI.                                                         |